# Hephthocara crassiceps
Hephthocara crassiceps är en fiskart som beskrevs av Smith och Radcliffe, 1913. Hephthocara crassiceps ingår i släktet Hephthocara och familjen Bythitidae. Inga underarter finns listade i Catalogue of Life.